# 134402 Ieshimatoshiaki
134402 Ieshimatoshiaki è un asteroide della fascia principale. Scoperto nel 1997, presenta un'orbita caratterizzata da un semiasse maggiore pari a 2,6498481 UA e da un'eccentricità di 0,1906194, inclinata di 3,25961° rispetto all'eclittica.